# 林子偉
林 子偉（リン・ズーウェイ、1994年2月15日 - ）は、台湾（中華民国）の高雄市出身のプロ野球選手（ユーティリティープレイヤー）。右投左打。CPBLの楽天モンキーズ所属。台湾原住民族ブヌン族で民族名はターハイ・イスリドゥアン（繁体字：塔海・伊斯里頓）である。愛称はツナミ。

## 経歴

### プロ入り前
高校時代の2010年、カナダで開催された第24回AAA世界野球選手権大会ではチャイニーズタイペイを優勝に導く原動力となり、自身も打率.607・出塁率.656・長打率.907で、同大会のMVPとベストナイン（三塁手）に輝いた。

### プロ入りとレッドソックス時代
2012年6月に契約金205万ドルでボストン・レッドソックスと契約してプロ入り。契約後、傘下のルーキー級ガルフ・コーストリーグ・レッドソックスでプロデビュー。29試合に出場して打率.255、16打点、5盗塁を記録した。
2013年はA-級ローウェル・スピナーズでプレーし、60試合に出場して打率.226、1本塁打、20打点、12盗塁を記録した。
2014年はA級グリーンビル・ドライブでプレーし、102試合に出場して打率.229、1本塁打、42打点、10盗塁を記録した。
2015年はA+級セイラム・レッドソックスとAA級ポートランド・シードッグスでプレーし、2球団合計で119試合に出場して打率.251、2本塁打、48打点、23盗塁を記録した。オフにはアリゾナ・フォールリーグに参加し、スコッツデール・スコーピオンズに所属した。
2016年はAA級ポートランドでプレーし、108試合に出場して打率.223、2本塁打、27打点、10盗塁を記録した。
2017年は開幕をAA級ポートランドで迎えた。6月24日にメジャー契約を結んでアクティブ・ロースター入りし、同日のロサンゼルス・エンゼルス戦にて代走でメジャーデビュー。6月26日のミネソタ・ツインズ戦でメジャー初安打を放ち、7月4日のテキサス・レンジャーズ戦ではダルビッシュ有からメジャー初打点を挙げた。
2018年は開幕をAAA級ポータケットで迎える。4月10日にメジャーに昇格したが、14試合で32打数で6安打、打率.188に留まり、5月8日にAAA級ポータケットに降格した。AAA級ポータケットに降格後、16試合連続安打を打ち、AAA級でのレギュラーシーズンでは打率.299を残した。6月23日にメジャーに再び昇格するが、2試合（1先発）で5打数無安打で6月29日にAAA級ポータケットに降格した。7月12日にメジャーに昇格し、3試合に出場し7打数2安打だったが、7月24日にAAA級ポータケットに降格となる。7月29日にメジャーに昇格したが1試合に守備での出場のみになり、31日にAAA級ポータケットに降格した。9月1日にセプテンバー・コールアップでメジャーに昇格した。9月21日のクリーブランド・インディアンス戦でダン・オテロからメジャー初本塁打を放った。レギュラーシーズンでは、37試合に出場し、65打数で16安打、打率.246、1本塁打、6打点だった。チームは108勝54敗を残し、ワールドシリーズでもロサンゼルス・ドジャースに勝利した。自身初のワールドシリーズ優勝だったが、ポストシーズンでは出場しなかった。
2020年は8月13日のタンパベイ・レイズ戦で大差をつけられた9回表に野手のホセ・ペラザが登板したが負傷し、捕手として先発出場していたケビン・プラウェッキーが登板し、林が捕手を務め、台湾人初となる捕手を務めた。9月25日のボルチモア・オリオールズ戦では9点差で迎えた9回からマウンドに上がり、1回3失点に仕留めた。10月26日にマイナー契約となった後、11月2日にFAとなった。

### ツインズ時代
2020年12月5日にミネソタ・ツインズとマイナー契約を結んだ。
2021年4月23日にメジャー契約を結んでアクティブ・ロースター入りした。4月29日にDFAとなり、5月3日にマイナー契約で傘下のAAA級セントポール・セインツへ配属された。オフの11月7日にFAとなった。

### メッツ傘下時代
2022年3月16日にニューヨーク・メッツとマイナー契約を結んだ。マイナー3球団合計で36試合に出場したが、打率.164、3本塁打と結果を残せず、8月11日に自由契約となった。

### 独立リーグ時代
2022年8月16日にアトランティックリーグのロングアイランド・ダックスと契約した。シーズン終了後はオーストラリアン・ベースボールリーグ（ABL）のオークランド・トゥアタラでプレー。

### 台湾・楽天時代
2023年7月12日に行われた台湾プロ野球のドラフト会議で、新球団の台鋼ホークスから1位指名を受けた。しかし8月10日に契約した直後、王溢正、翁瑋均、藍寅倫3選手に王柏融の帰国時の交渉権を加えたトレードで楽天モンキーズに移籍することが発表された。

## 詳細情報

### 年度別打撃成績
| 年 度     | 球 団     | 試 合 | 打 席 | 打 数 | 得 点 | 安 打 | 二 塁 打 | 三 塁 打 | 本 塁 打 | 塁 打 | 打 点 | 盗 塁 | 盗 塁 死 | 犠 打 | 犠 飛 | 四 球 | 敬 遠 | 死 球 | 三 振 | 併 殺 打 | 打 率 | 出 塁 率 | 長 打 率 | O P S |
| --------- | --------- | ----- | ----- | ----- | ----- | ----- | -------- | -------- | -------- | ----- | ----- | ----- | -------- | ----- | ----- | ----- | ----- | ----- | ----- | -------- | ----- | -------- | -------- | ----- |
| 2017      | BOS       | 25    | 66    | 56    | 7     | 15    | 0        | 2        | 0        | 19    | 2     | 1     | 1        | 1     | 0     | 9     | 0     | 0     | 17    | 0        | .268  | .369     | .339     | .709  |
| 2018      | BOS       | 37    | 73    | 65    | 15    | 16    | 6        | 1        | 1        | 27    | 6     | 0     | 1        | 0     | 0     | 8     | 0     | 0     | 17    | 0        | .246  | .329     | .415     | .744  |
| 2019      | BOS       | 13    | 22    | 20    | 3     | 4     | 2        | 0        | 0        | 6     | 3     | 0     | 0        | 0     | 0     | 2     | 0     | 0     | 6     | 0        | .200  | .273     | .300     | .573  |
| 2020      | BOS       | 26    | 57    | 52    | 2     | 8     | 1        | 0        | 0        | 9     | 1     | 1     | 1        | 2     | 1     | 2     | 0     | 0     | 17    | 1        | .154  | .182     | .173     | .355  |
| 2021      | MIN       | 1     | 0     | 0     | 0     | 0     | 0        | 0        | 0        | 0     | 0     | 0     | 0        | 0     | 0     | 0     | 0     | 0     | 0     | 0        | .000  | .000     | .000     | .000  |
| 2023      | 楽天      | 20    | 82    | 73    | 10    | 15    | 2        | 0        | 1        | 20    | 12    | 3     | 1        | 0     | 1     | 6     | 0     | 2     | 20    | 1        | .205  | .280     | .274     | .554  |
| 2024      | 楽天      | 59    | 189   | 166   | 17    | 32    | 5        | 2        | 4        | 53    | 15    | 5     | 1        | 3     | 2     | 17    | 0     | 1     | 37    | 3        | .193  | .269     | .319     | .588  |
| MLB：5年  | MLB：5年  | 102   | 218   | 193   | 27    | 43    | 9        | 3        | 1        | 61    | 12    | 2     | 3        | 3     | 1     | 21    | 0     | 0     | 57    | 1        | .223  | .298     | .316     | .614  |
| CPBL：2年 | CPBL：2年 | 79    | 271   | 239   | 27    | 47    | 7        | 2        | 5        | 73    | 27    | 8     | 2        | 3     | 3     | 23    | 0     | 3     | 57    | 4        | .197  | .272     | .305     | .577  |

- 2024年度シーズン終了時

### 年度別投手成績
| 年 度    | 球 団    | 登 板 | 先 発 | 完 投 | 完 封 | 無 四 球 | 勝 利 | 敗 戦 | セ 丨 ブ | ホ 丨 ル ド | 勝 率 | 打 者 | 投 球 回 | 被 安 打 | 被 本 塁 打 | 与 四 球 | 敬 遠 | 与 死 球 | 奪 三 振 | 暴 投 | ボ 丨 ク | 失 点 | 自 責 点 | 防 御 率 | W H I P |
| -------- | -------- | ----- | ----- | ----- | ----- | -------- | ----- | ----- | -------- | ----------- | ----- | ----- | -------- | -------- | ----------- | -------- | ----- | -------- | -------- | ----- | -------- | ----- | -------- | -------- | ------- |
| 2020     | BOS      | 1     | 0     | 0     | 0     | 0        | 0     | 0     | 0        | 0           | ----  | 7     | 1.0      | 4        | 1           | 0        | 0     | 0        | 0        | 0     | 0        | 3     | 3        | 27.00    | 4.00    |
| MLB：1年 | MLB：1年 | 1     | 0     | 0     | 0     | 0        | 0     | 0     | 0        | 0           | ----  | 7     | 1.0      | 4        | 1           | 0        | 0     | 0        | 0        | 0     | 0        | 3     | 3        | 27.00    | 4.00    |

- 2024年度シーズン終了時

### 年度別守備成績
| 年 度 | 球 団 | 二塁（2B） | 二塁（2B） | 二塁（2B） | 二塁（2B） | 二塁（2B） | 二塁（2B） | 三塁（3B） | 三塁（3B） | 三塁（3B） | 三塁（3B） | 三塁（3B） | 三塁（3B） | 遊撃（SS） | 遊撃（SS） | 遊撃（SS） | 遊撃（SS） | 遊撃（SS） | 遊撃（SS） | 中堅（CF） | 中堅（CF） | 中堅（CF） | 中堅（CF） | 中堅（CF） | 中堅（CF） |
| 年 度 | 球 団 | 試 合      | 刺 殺      | 補 殺      | 失 策      | 併 殺      | 守 備 率   | 試 合      | 刺 殺      | 補 殺      | 失 策      | 併 殺      | 守 備 率   | 試 合      | 刺 殺      | 補 殺      | 失 策      | 併 殺      | 守 備 率   | 試 合      | 刺 殺      | 補 殺      | 失 策      | 併 殺      | 守 備 率   |
| ----- | ----- | ---------- | ---------- | ---------- | ---------- | ---------- | ---------- | ---------- | ---------- | ---------- | ---------- | ---------- | ---------- | ---------- | ---------- | ---------- | ---------- | ---------- | ---------- | ---------- | ---------- | ---------- | ---------- | ---------- | ---------- |
| 2017  | BOS   | 10         | 4          | 12         | 0          | 3          | 1.000      | 9          | 1          | 10         | 1          | 2          | .917       | 6          | 2          | 16         | 0          | 2          | 1.000      | -          | -          | -          | -          | -          | -          |
| 2018  | BOS   | 4          | 8          | 4          | 0          | 3          | 1.000      | 1          | 0          | 4          | 0          | 0          | 1.000      | 23         | 18         | 37         | 3          | 8          | .948       | 6          | 1          | 0          | 1          | 0          | .500       |
| 2019  | BOS   | 8          | 14         | 9          | 0          | 5          | 1.000      | -          | -          | -          | -          | -          | -          | 2          | 0          | 3          | 0          | 0          | 1.000      | 1          | 0          | 0          | 0          | 0          | ----       |
| MLB   | MLB   | 22         | 26         | 25         | 0          | 11         | 1.000      | 10         | 1          | 14         | 1          | 2          | .938       | 31         | 20         | 56         | 3          | 10         | .962       | 7          | 1          | 0          | 1          | 0          | .500       |

- 2019年度シーズン終了時

### 背番号
- 73（2017年 - 同年途中）
- 5（2017年途中 - 2018年途中、2019年 - 同年終了）
- 30（2018年途中 - 同年終了、2020年）
- 37（2021年）
- 25（2023年）
- 15（2024年 - ）